# Tarim

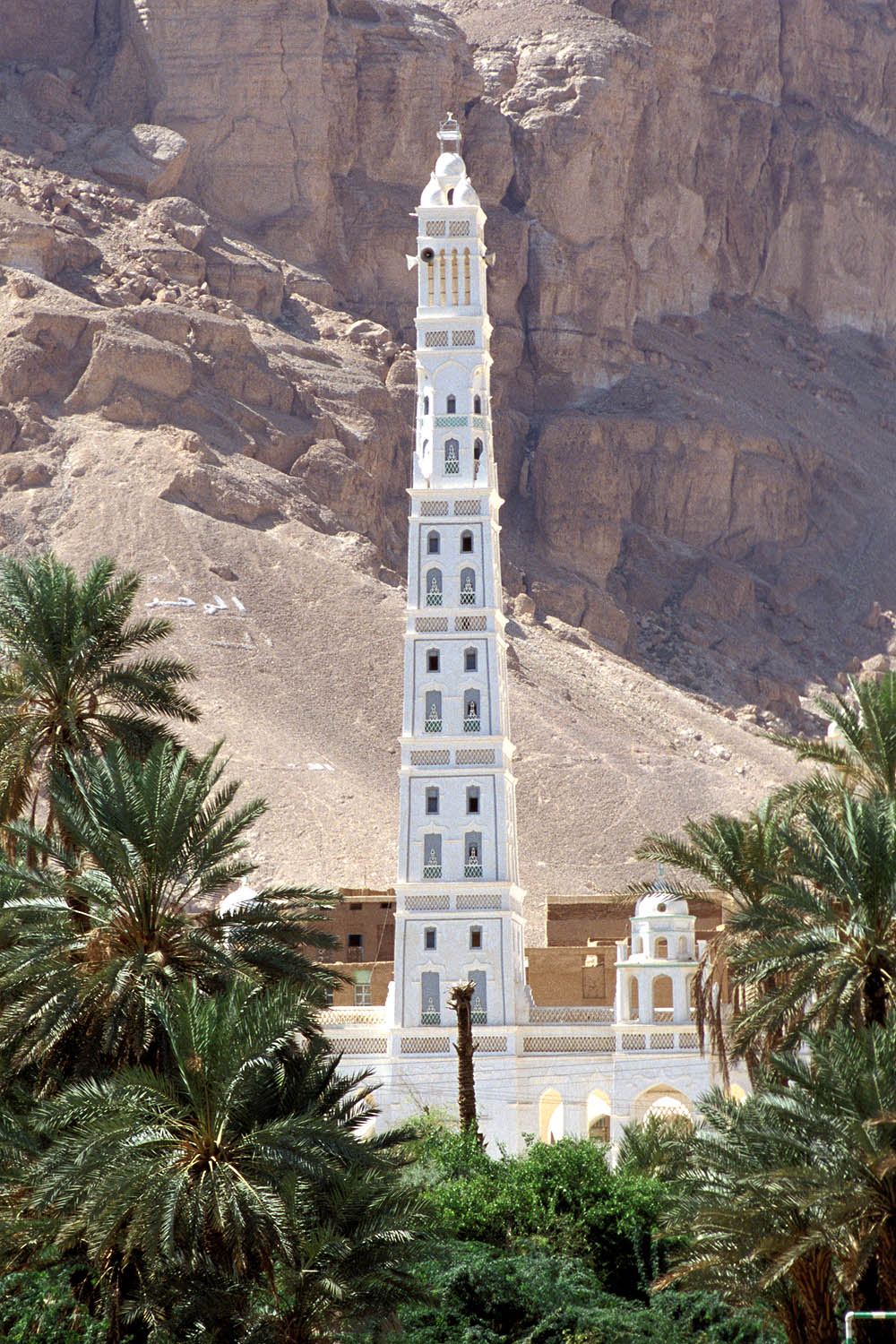
Minaret meczetu al-Muhdar

Tarim (arab. تريم) – miasto w Jemenie, położone w dolinie Hadramautu.

## Historia
Pod koniec I tysiąclecia było ważnym ośrodkiem religijnym muzułmanów. Mieściły się tu liczne szkoły koraniczne i wiele bibliotek. Gromadzili się liczni uczeni. Miasto rozkwitło w XIX wieku dzięki dogodnemu położeniu na szlaku handlowym.

## Zabytki
W mieście zbudowano 365 meczetów różnej wielkości i zróżnicowanych stylowo. Do najcenniejszych zabytków należą tu:
- pałac sułtana al-Kaf - bogato zdobiony budynek w stylu tzw. jemeńskiego baroku. Aktualnie mieści Muzeum Miejskie,
- meczet al-Muhdar z 1823, wyróżniający się białym, ażurowym minaretem (najwyższym w Jemenie - 23 m),
- cmentarz w centrum miasta, zajmujący około ⅓ jego powierzchni[1].